# Santiago Alvarez de Mon
Santiago Álvarez de Mon (właśc. Santiago Álvarez de Mon Pan de Soraluce)  (ur. 1955 w Madrycie) – hiszpański profesor Zarządzania Ludźmi w Organizacji w IESE Business School.

## Życiorys
Uzyskał licencjat z prawa na Uniwersytecie Complutense w Madrycie, MBA IESE Business School oraz doktorat z socjologiii nauk politycznych Uniwersytetu Papieskiego w Salamance. Jest konsultantem wielu firm w zakresie przywództwa, coachingu. Ojciec pięciorga dzieci.
Prof. Álvarez de Mon kilkakrotnie odwiedził Polskę, prowadząc wykłady w Krajowej Szkole Administracji Publicznej (KSAP).

## Nagrody
- 2013 nagroda Premios Know Square w kategorii Trayectoria Divulgativa Ejemplar[5].

## Publikacje
Jest autorem licznych artykułów i książek. Należy do grona stałych publicystów dziennika Expansión.  Napisał między innymi:
- El mito del líder: Profesionales, ciudadanos, personas: la sociedad alternativa - Pearson Prentice Hall, 2009, ISBN 978-84-8322-607-0
- La lógica del corazón (Deusto, 2005),
- No soy Superman (Prentice Hall, 2007),
- Desde la adversidad: liderazgo, cuestión de carácter (Prentice Hall, 2003)[7].